# جورج بي واشبورن
جورج بي واشبورن (بالإنجليزية: George P. Washburn)‏ هو مهندس معماري أمريكي، ولد في 21 مارس 1846، وتوفي في 16 مايو 1922.